# باشگاه فوتبال قبله
باشگاه فوتبال قَبَلَه (به ترکی آذربایجانی: Qəbələ Futbol Klubu) از باشگاه‌های فوتبال آذربایجانی است که در سال ۲۰۰۵ در شهر قبله تأسیس شده‌است و هم‌اکنون در لیگ برتر فوتبال جمهوری آذربایجان بازی می‌کند. ورزشگاه شهر قبله محل انجام بازی‌های خانگی این تیم می‌باشد. فرزاد حاتمی مهاجم ایرانی در طی فصل ۲۰۰۹-۲۰۰۸ عضو این تیم آذربایجانی بود.
1. ↑  «Establishment of FK Qabala». بایگانی‌شده از اصلی در ۲۳ دسامبر ۲۰۰۸. دریافت‌شده در ۱۰ مه ۲۰۱۳.